# Heterophonie
Heterophonie (von altgriechisch ἕτερος héteros, deutsch ‚anders, verschieden‘ und φωνή phonē ‚Klang‘) ist eine Musizierform zwischen Einstimmigkeit und einer ansatzweisen Mehrstimmigkeit. Alle singen bzw. spielen die gleiche Melodie. Die einzelnen Stimmen weichen aber in ihrer jeweiligen improvisatorischen Ausgestaltung und Verzierung mehr oder weniger stark von dieser Hauptmelodie ab.

## Herkunft
Der Begriff Heterophonie wurde 1901 von dem Musikwissenschaftler Carl Stumpf unter Berufung auf Platon eingeführt und stand bei ihm für eine besondere Form der spontanen Mehrstimmigkeit: eine „in den Grundzügen identische Tonbewegung“ (Stumpf) wird von mehreren Spielern oder Sängern gleichzeitig, jedoch in den Details voneinander abweichend (in verschiedenen Varianten) dargeboten.

## Verbreitung
Heterophone Musizierpraktiken sind in der arabischen, persischen, ostasiatischen (u. a. China, Japan, Korea) und türkischen Kunstmusik anzutreffen.
Im Jazz kommen sie einerseits in den Frühformen, z. B. dem Dixieland oder dem „Early New-Orleans Style“ der Street Bands bzw. Marching Bands zum Einsatz, andererseits im Free Jazz, realisiert durch die bewusst und absichtsvoll zeitversetzte (phasenverschobene) Darbietung des Themas durch zwei Bläser.
Auch im Irish Folk ist Heterophonie weit verbreitet: Da in der normalen Session in der Regel monophone (ggf. mit Unterlegung von Bordunen) Tunes gespielt werden, sorgt die Heterophonie für mehr Abwechslung und Unverwechselbarkeit einzelner Sessionmusiker.
In der europäischen Kunstmusiktradition nimmt die Heterophonie neben der Monophonie (Einstimmigkeit, im Mittelalter weit verbreitet), Polyphonie (typisch für Renaissance und Barock) und Homophonie (im barocken monodischen Stil, besonders jedoch ab der Wiener Klassik zunehmend beliebt, auch im 20. Jahrhundert typisch für die meisten Musikformen) einen wesentlich kleineren Stellenwert ein, sowohl in ihrer Verwendung als auch in musiktheoretischen Erklärungsmodellen. Beispiele finden sich etwa bei Benjamin Britten (War Requiem).